# Querala
Querala ou Kerala é um dos 28 estados da Índia, situado no extremo sudoeste do país. A capital e cidade mais populosa, Tiruvanantapura, está localizada no extremo sul do território. Com uma área de 38 863 km² e uma população de cerca de 33 387 677 habitantes (segundo dados de 2011), Querala figura como o 21° estado mais extenso e o 12° mais populoso estado indiano, o equivalente a cerca de 2,7% da população do país. Querala é banhado pelo Mar da Arábia, faz fronteira com os estados de Carnataca a norte, e de Tâmil Nadu a leste, além de abranger o Mahé, um exclave costeiro do território de Puducherry.
O estado de Querala destaca-se por ter o mais alto nível de Índice de Desenvolvimento Humano (IDH) entre os estados e outros territórios da Índia, calculado em 2011 em 0,790 (equivalente ao IDH do Uruguai), considerado pela Organização das Nações Unidas como "elevado" a nível mundial e "muito elevado" se comparado com a média nacional, que não ultrapassa 0,460, um dos mais baixos do mundo; O nível social de Querala é justifico pelo facto de o estado ter a mais alta expectativa de vida, a população mais alfabetizada (em percentagem), a menor taxa de mortalidade infantil, a melhor saúde pública e um dos maiores PIB per capita da Índia. Em 2010, todos os indicadores sociais — saúde, educação, renda e etc. — de Querala estavam consideravelmente acima da média indiana em todos os subíndices. O estado também tem a melhor segurança pública da Índia, o que se reflecte no facto de o estado ter a mais baixa taxa de homicídios por cada 100 mil habitantes do país.
O desenvolvimento socioeconómico ímpar de Querala, actualmente, deve-se essencialmente ao programa de desenvolvimento social implementado pelo governo nas últimas décadas, baseado em investimentos contínuos na educação, em projetos de subsistência de saúde, de erradicação da pobreza, planejamento demográfico e de renda domiciliar. O estado de Querala também se destaca a nível nacional por ter as cidades "mais limpas" da Índia, além de ter sido considerado, em 2011, pela Transparência Internacional como o estado "menos corrupto da Índia", um dos países mais corruptos do mundo.

## Etimologia
A etimologia de Kerala é assunto de conjetura. Segundo a teoria mais aceita, Kerala é um portmanteau malaiala imperfeito que une kera (coqueiro) e alam ("terra" ou "lugar"). Outra teoria diz que o nome originou da frase chera alam ("Terra dos Cheras"). Os nativos de Querala, conhecidos como Keraleses ou Malaialis, referem-se, então, à sua terra como Keralam.
Uma inscrição de Asoka em pedra mencionando "Queralaputra" é a menção mais antiga de Querala que ainda sobrevive. Querala foi mencionada no épico sânscrito Aitareya Aranyaka.

## História

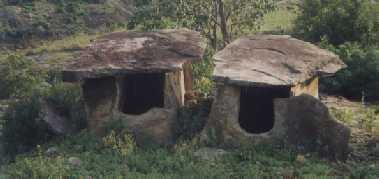
Muniyaras, dolmens erguidos por homens tribais neolíticos, em Marayoor

Não se tem certeza sobre se a região foi habitada durante o Neolítico. Entretanto, há evidência da emergência de cerâmica pré-histórica e monumentos de sepultamento na forma de tumbas megalíticas do século X a.C.; eles lembram os monumentos na Europa Ocidental e outras partes da Ásia. Acredita-se que eram produzidos por faladores de uma língua proto-tâmil. Querala e Tamil Nadu já compartilharam uma língua, etnia e cultura em comum; essa área em comum era conhecida como Tamilakam.
De acordo com uma lenda, Querala foi um reino controlado por Asuras, sob o jugo de Mahabali. Onam, o festival estadual de Querala, é dedicado à memória de Maveli. Outra lenda conta que Parashurama, um avatar de Mahavishnu, lançou o seu machado de batalha ao mar; dessas águas, Querala emergiu. Os antigos Cheras, cuja língua nativa era o tâmil, governaram Querala da sua capital em Vanchi. Esse reino esteve em constante guerra com os vizinhos Cholas e Pandyas. Uma identidade queralita, distinta dos tâmeis e associada com o segundo império Chera, tornou-se linguisticamente separada sob a dinastia Kulasekhara (c. 800-1102). Por volta do começo do século XIV, Ravi Varma Kulasekhara de Venad estabeleceu uma breve supremacia no sul da Índia. Após a sua morte, Querala tornou-se uma conglomeração de chefaturas rivais, entre as quais as mais importantes eram Calecute ao norte e Venad ao sul.

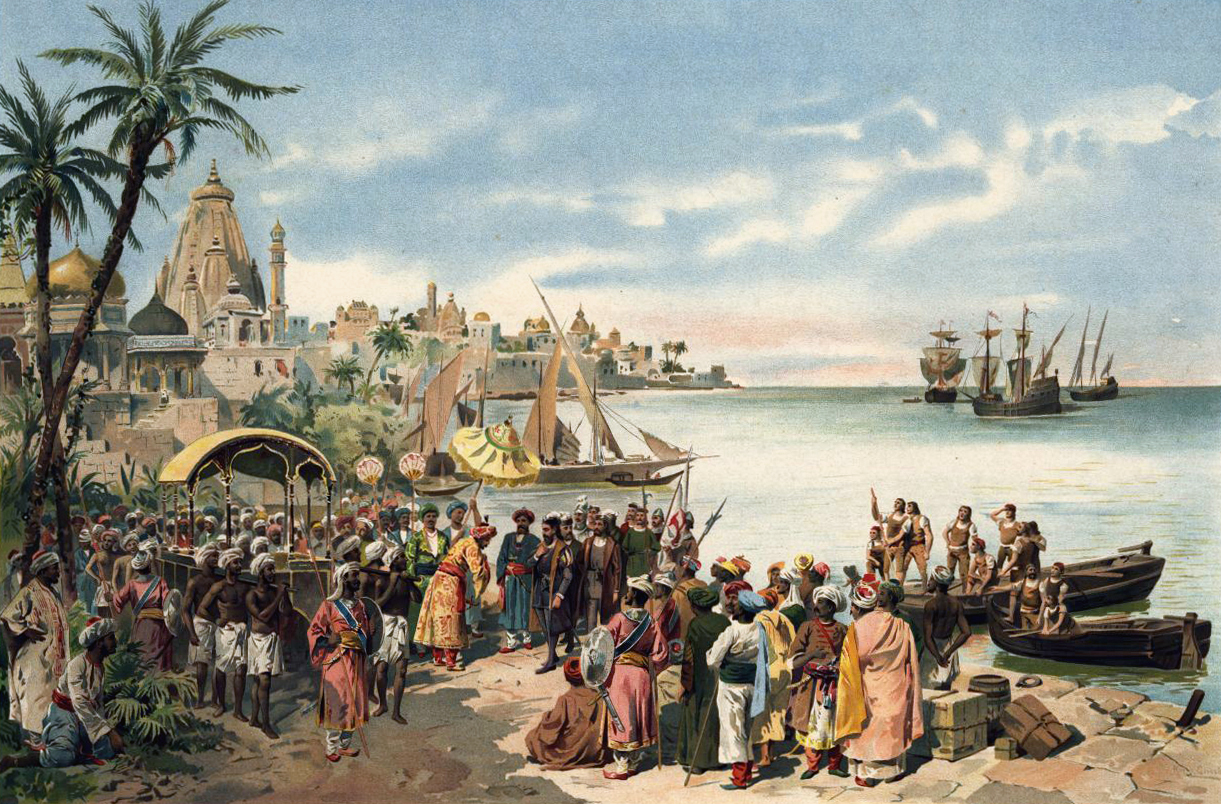
Concepção de um artista da chegada de Vasco da Gama a Calicute, hoje Kozhikode, em 1498

A dependência comercial dos reis Cheras significava que os mercadores da Ásia Ocidental e Europa Meridional podiam estabelecer postos litorâneos e colônias em Querala. Os imigrantes judeus, cristãos e muçulmanos estabeleceram as comunidades Nasrani Mappila e Mappila muçulmana. Os judeus chegaram em Querala em 573 a.C.. As obras de estudiosos e escrituras cristãs afirmam que São Tomé visitou Muziris, em Querala, em 52 d.C., para converter as colônias judaicas. Entretanto, a primeira migração verificável de famílias judaicas a Querala é a chegada de Knai Thoma em 345. Mercadores muçulmanos (Maleque ibne Dinar) se estabeleceram em Querala por volta do século VIII e introduziram o Islã. Após a chegada de Vasco da Gama, em 1498, os portugueses obtiveram controle do lucrativo comércio de especiarias, subjugando as comunidades queralitas e o seu comércio. Conflitos entre Kozhikode (Calecute) e Cochim ofereceram uma oportunidade aos holandeses de expulsar os portugueses. Porém, os holandeses foram expulsos por Marthanda Varma, da Família Real Travancore, na Batalha de Colachel, em 1741. Em 1766, Hyder Ali, governante do Reino de Mysore, invadiu o norte de Querala, tomando Kozhikode no processo. No século XVIII tardio, Tippu Sultan, filho de Ali e sucessor, lançou campanhas contra a crescente Companhia Britânica das Índias Orientais; esses fatores resultaram em duas das quatro Guerras Anglo-Mysore. Finalmente, ele cedeu os distritos de Malabar e South Kanara à Companhia, nos anos 1790. A Companhia então forjou alianças com Kochi (1791) e Travancore (1795). Malabar e South Kanara tornaram-se parte da Presidência de Madras.
Houve, em Querala, relativamente pouca oposição contra a Índia britânica. No entanto, ocorreram várias rebeliões, incluindo a revolta Punnapra-Vayalar, e líderes como Velayudan Thampi Dalava, Kunjali Marakkar e Pazhassi Raja ganharam os seus lugares no folclore. Por outro lado, líderes como Vaikunda Swami, Sree Narayana Guru e Chattampi Swamikal protestaram contra a existência de "intocáveis", no sistema de castas; foi notável o Vaikom Satyagraham, de 1924. Em 1926, Chitra Thirunal Bala Rama Varma de Travancore ordenou a abertura dos templos hindus para todas as castas; logo, a mesma coisa foi feita em Cochim e Malabar. A Rebelião Moplah, de 1921, envolveu muçulmanos Mappila se revoltando contra os hindus e a Índia britânica.
Após a Índia ter ganho a independência em 1947, Travancore e Cochim foram fundidas para formar Travancore-Cochim, em 1 de julho de 1949. Em 1 de janeiro de 1950, Travancore-Cochim foi reconhecido como um estado. A Presidência de Madras foi organizada para formar o Estado de Madras, vários anos antes, em 1947. Finalmente, o Ato de Reorganização dos Estados do Governo Indiano em 1956 inaugurou o estado de Querala, incorporando o distrito de Malabar, Travancore-Cochim (excluindo quatro taluks do sul, que foram fundidos com Tamil Nadu) e o taluk de Kasargod, South Kanara. Uma nova assembleia legislativa também foi criada, na qual houve eleições pela primeira vez em 1957. Estas resultaram em um governo comunista definido por votação e liderado por E.M.S. Namboodiripad. Reformas sociais subsequentes favoreceram trabalhadores e pessoas sem casa própria. Como resultado, o padrão de vida, a educação e a expectativa de vida melhoraram drasticamente.

## Clima
Com 120-140 dias chuvosos por ano, Querala tem um clima tropical úmido, influenciado pelas fortes chuvas da monção de verão sul-oeste. No leste de Querala, prevalecem um clima tropical úmido mais seco e um clima seco. A pluviosidade de Querala é de 1 307 mm anuais. Algumas das terras baixas mais secas de Querala têm em média somente 1 250 mm; as montanhas do leste do distrito de Idukki recebem mais de 5 000 mm de precipitação orográfica, a maior no estado.

## Distritos

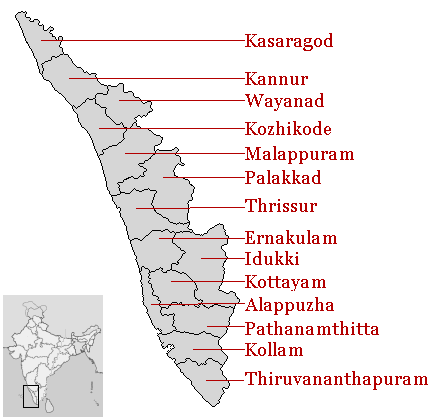
Distritos de Querala

O estado de Querala está dividido em 14 distritos:
- Tiruvanantapura
- Coulão
- Patanamtita
- Alapé
- Cotaiam
- Edukki
- Cochim
- Trichur
- Palakad
- Malapuram
- Calecute
- Waianad
- Cananor (Kannur)
- Casrod

## Demografia
Os 31,8 milhões. da população de Querala é predominantemente de etnia malaiali, enquanto o resto possui elementos judeus e árabes na cultura e na linhagem. Querala também é lar de 321 mil adivasis tribais indígenas (1,1% da população), que estão mais concentrados nos distritos orientais. O malaiala é a língua oficial de Querala; o tâmil e várias línguas adivasis também são faladas por minorias étnicas. Querala é lar de 3,44% da população indiana; com 819 hab/km², a sua densidade populacional é aproximadamente três vezes a do resto da Índia, que tem densidade populacional de 325 hab/km². A taxa de crescimento populacional de Kerala é a mais baixa da Índia, e o crescimento da década de Kerala (9,42% in 2001) é menos da metade da média de toda a Índia de 21,34%. Se a população de Querala mais do que duplicou entre 1951 e 1991, adicionando 15,6 milhões de habitantes para alcançar 29,1 milhões em 1991, a população era de menos de 32 milhões em 2001. As regiões litorâneas de Querala são as mais densamente habitadas, deixando as colinas orientais e as montanhas comparativamente escassamente habitadas
As mulheres compõem 51,42% da população. As religiões principais de Querala são o Hinduísmo (56,2%), o Islã (24,7%) e o Cristianismo (19%). Resquícios de uma substancial população judaica também pratica o Judaísmo. Em comparação ao resto da Índia, Querala tem um sectarismo relativamente baixo.
A sociedade de Querala é menos patriarcal que no resto do Terceiro Mundo. As relações de gênero estão entre as mais igualitárias na Índia e no Terceiro Mundo, apesar das discrepâncias entre homens e mulheres de castas baixas. Certas comunidades hindus com os Nairs, alguns Ezhavas e os muçulmanos que rodeiam Kannur costumavam seguir um sistema tradicional matrilinear conhecido como marumakkathayam, apesar de essa prática ter terminado nos anos que seguiram a independência indiana. Outros muçulmanos, cristãos, e algumas castas hindus como os Namboothiris e os Ezhavas seguem o makkathayam, um sistema patrilinear. Graças ao antigo sistema matrilinear, as mulheres em Querala desfrutam de um alto status social.
Os índices de desenvolvimento humano de Querala-eliminação da pobreza, educação e saúde-estão entre os melhores na Índia. Segundo o censo nacional de 2005-2006, Querala tem uma das mais altas taxas de alfabetização (89,9%) entre os estados indianos e a expectativa de vida (73 anos) estava entre as mais altas na Índia em 2001. A taxa de pobreza rural de Querala caiu de 69% (1970-1971) a 19% (1993-1994); a taxa geral (urbana e rural) caiu de 36% entre os anos 70 e os anos 80. Por volta de 1999-2000, as taxas de pobreza rural e urbana caíram a 10% e 9,6%, respectivamente. Essas mudanças vêm principalmente de esforços iniciados no século XIX pelos reinos de Cochim e Travancore para auxiliar o progresso do bem-estar social. Esse foco foi mantido pelo governo de Querala pós-independência.

## Saúde
O sistema de saúde de Querala ganhou reconhecimento internacional. A UNICEF e a Organização Mundial da Saúde designaram Querala como o primeiro "estado favorável a bebês" da Índia. Por exemplo, mas de 95% dos partos queraleses são feitos em hospitais. Além do ayurveda (formas popular e da elite), siddha e unani, muitos modos endêmicos de medicina tradicional, incluindo kalari, marmachikitsa e vishvavaidyam são praticados. Esses modos de medicina são propagados por meio do discipulado gurukula, abrangem uma fusão de tratamentos médicos e sobrenaturais, e são responsáveis por grande parte do turismo médico.
Uma população envelhecendo estavelmente (11,2% dos queraleses estão acima dos 60 anos) e uma baixa taxa de natalidade (18 por 1 000) fazem de Querala uma das poucas regiões do Terceiro Mundo a ter passado pela "transição demográfica" característica de nações desenvolvidas como o Canadá, o Japão e a Noruega (entre os outros locais destacam-se a Região Sul do Brasil e a província de Antofagasta, no Chile). Em 1991, a taxa de fertilidade (filhos nascidos por cada mulher) total de Querala era a mais baixa da Índia. Os hindus tinham uma TFT de 1,66, os cristãos 1,78 e os muçulmanos 2,97.
A razão entre homens e mulheres de Querala (1,058) é significativamente maior que a do resto da Índia. O mesmo se aplica à taxa de mortalidade infantil (estimada em 12 a 14 mortes por 1 000 nascimentos).
Contudo, a taxa de mortes por doença de Querala é maior que em qualquer estado indiano-118 (rural) e 88 (urbano) por 1000 pessoas. No resto da Índia, é de 55 e 54 por 1000, respectivamente.

## Cultura

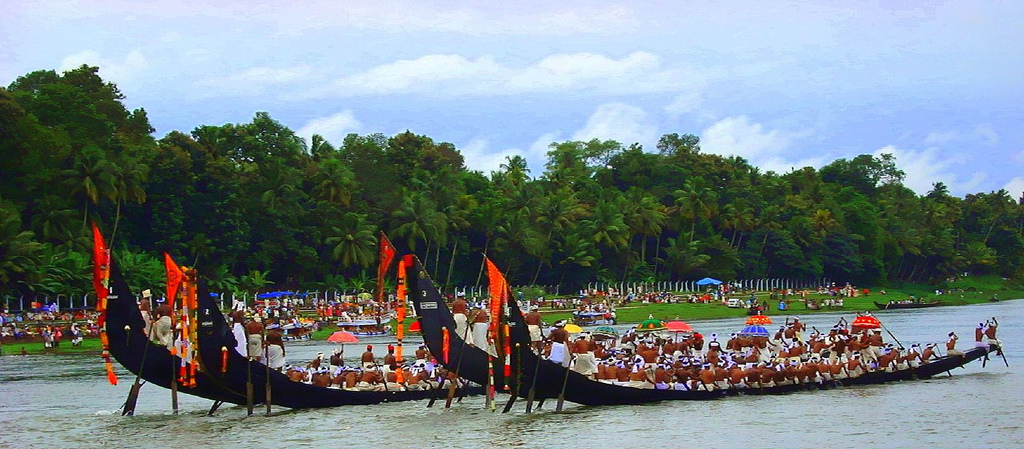
A corrida anual de barcos Vallam Kali é realizada durante as celebrações de Onam no rio Pamba, em Aranmula, próximo a Pathanamthitta

A cultura de Querala deriva de uma região maior conhecida como Tamilakam e do litoral sul de Karnataka. Depois, a cultura de Querala foi elaborada durante séculos de contato com culturas vizinhas e culturas no além mar. Artes cênicas nativas incluem koodiyattom (tradição de teatro sânscrito de 2000 anos atrás, reconhecida oficialmente pela UNESCO como uma Obras-prima do Património Oral e Imaterial da Humanidade), kathakali-de katha ("estória") e kali ("representação teatral")- e Kerala natanam, koothu (comédia), nohiniaattam ("dança da feiticeira"), thullal, padayani e theyyam.

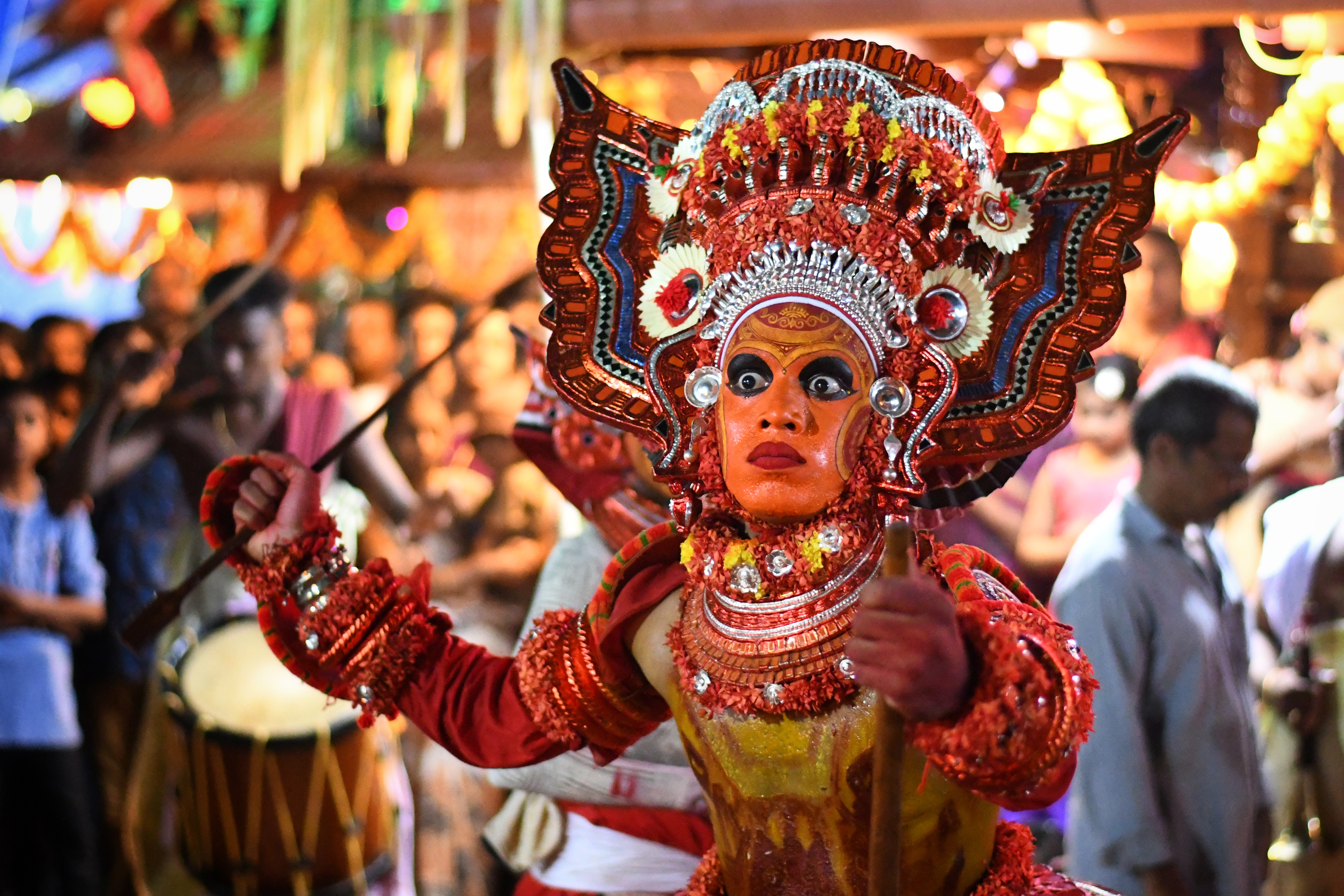
Theyyam de Querala

Outras formas de arte são mais religiosas ou tribais por natureza. Essas incluem chavittu nadakom e oppana (originalmente de Malabar), que combina dança, bater de palmas rítmico e vocalizações ishal.
A música de Querala também tem raízes antigas. A música de Karnataka domina a música tradicional queralesa. Isso foi o resultado da popularização por parte de Swathi Thirunal Rama Varma do gênero no século XIX. Músicas de Raga conhecidas como sopanam acompanham as representações de kathakali. Melam (incluindo as variantes paandi e panchali) é um estilo de música mais percussivo; é realizado em festivais centrados em Kshetram utilizando o chenda. Os conjuntos de Melam são formados por até 150 músicos, e as apresentações podem durar até quatro horas. Panchavadyam é uma forma diferente de conjunto de percussão, em que até 100 artistas usam cinco tipos de instrumentos de percussão. Querala tem vários estilos de música popular e tribal. A música popular de Querala é dominada pela música filmi do cinema indiano. As artes visuais de Querala vão dos murais tradicionais às obras de Raja Ravi Varma, o pintor mais renomado do estado.
Querala tem o seu próprio calendário malaiala, que é utilizado para planejar atividades agriculturais e religiosas. A cozinha de Querala inclui tipicamente um sadhya em folhas verdes de bananeira. Pratos como idli, payasam, pulisherry, puttucuddla, puzhukku, rasam e sambar são típicos. Os queraleses - ambos homens e mulheres - utilizam vestes não pespontados. Esses incluem o mundu, um pedaço pendurado de roupa amarrado na cintura dos homens. As mulheres vestem tipicamente o sari, um pedaço de roupa longo e elaboradamente enrolado, utilizável em vários estilos.
Os elefantes são uma parte integral da vida diária de Querala. Esses elefantes indianos são amados e reverenciados, e a eles é dada uma posição de prestígio na cultura do estado. Os queraleses geralmente referem-se aos elefantes como 'filhos do Sahyadri'. O elefante é o animal oficial do estado de Querala é aparece no emblema do Governo de Querala.

## Língua
A língua predominante em Querala é o malaiala, cuja maioria de faladores vive em Querala. A literatura malaiala é antiga em origem, e inclui autores como os poetas Niranam do século XIV (Madhava Panikkar, Sankara Panikkar e Rama Panikkar), e o poeta do século XVII Thunchaththu Ezhuthachan, cuja obra marca o nascimento de ambas a língua malaiala moderna e a poesia indígena queralesa. O "triunvirato de poetas" (Kavithrayam) - Kumaran Asan, Vallathol Narayana Menon e Ullor S. Parameswara Iyer - é reconhecido por transformar a poesia queralesa dos sofismas arcaicos e da metafísica para um modo mais lírico.
Na segunda metade do século XX, ganhadores do prêmio Jnanpith como G. Sankara Kurup, S. K. Pottekkatt, Thakazhi Sivasankara Pillai e M. T. Vasudevan Nair fizeram contribuições valiosas para a literatura malaiala. Posteriormente, escritores queraleses como O. V. Vijayan, Kamaladas, M. Mukundan e o vencedor do prêmio Booker Prize Arundhati Roy, cuja obra semi-autobiográfica de grande aceitação. O Deus das Pequenas Coisas se passa na cidade de Ayemenem, Kottayam, ganharam reconhecimento internacional.